# Стіп-Пойнт
26°09′08″ пд. ш. 113°09′22″ сх. д. / 26.15222° пд. ш. 113.15611° сх. д.
Мис Стіп-Пойнт (англ. Steep Point) — найзахідніша крайня точка Австралії, розташована у Регіоні Гаскойн, штат Західна Австралія, на півостріві Карраранг. Ця місцевість є частиною Національного парку Едель-Ленд. Мис також є частиною елемента Всесвітньої спадщини Шарк-Бей. Мис розташований приблизно за 700 км на північ від міста Перт.

## Географія
Мис Стіп-Пойнт розташований за координатами 26°9′5″пд.ш 113°9′18″сх.д, приблизно за 700 км на північ від міста Перт. Стіп-Пойнт розташовано  на крайній півночі півостріва Карраранг, який оточує південно-західну частину затоки Шарк-Бей. Його берегова лінія характеризується високими скелями, відкритими океанськими просторами та піщаними дюнами. Мис розташовано у жаркому пустельному кліматі з жарким сухим літом і дуже м’якою відносно вологою зимою. Узбережжя славиться багатим біорізноманіттям, включаючи морських ссавців, птахів та коралові екосистеми. 

## Історія

#### Доєвропейський період
До прибуття європейців територія мису була заселена корінними народами Австралії, які вели традиційний спосіб життя, використовуючи ресурси затоки Shark Bay для риболовлі та збирання молюсків. Місцеві племена вважали цю територію духовно значущою.

#### Європейські відкриття

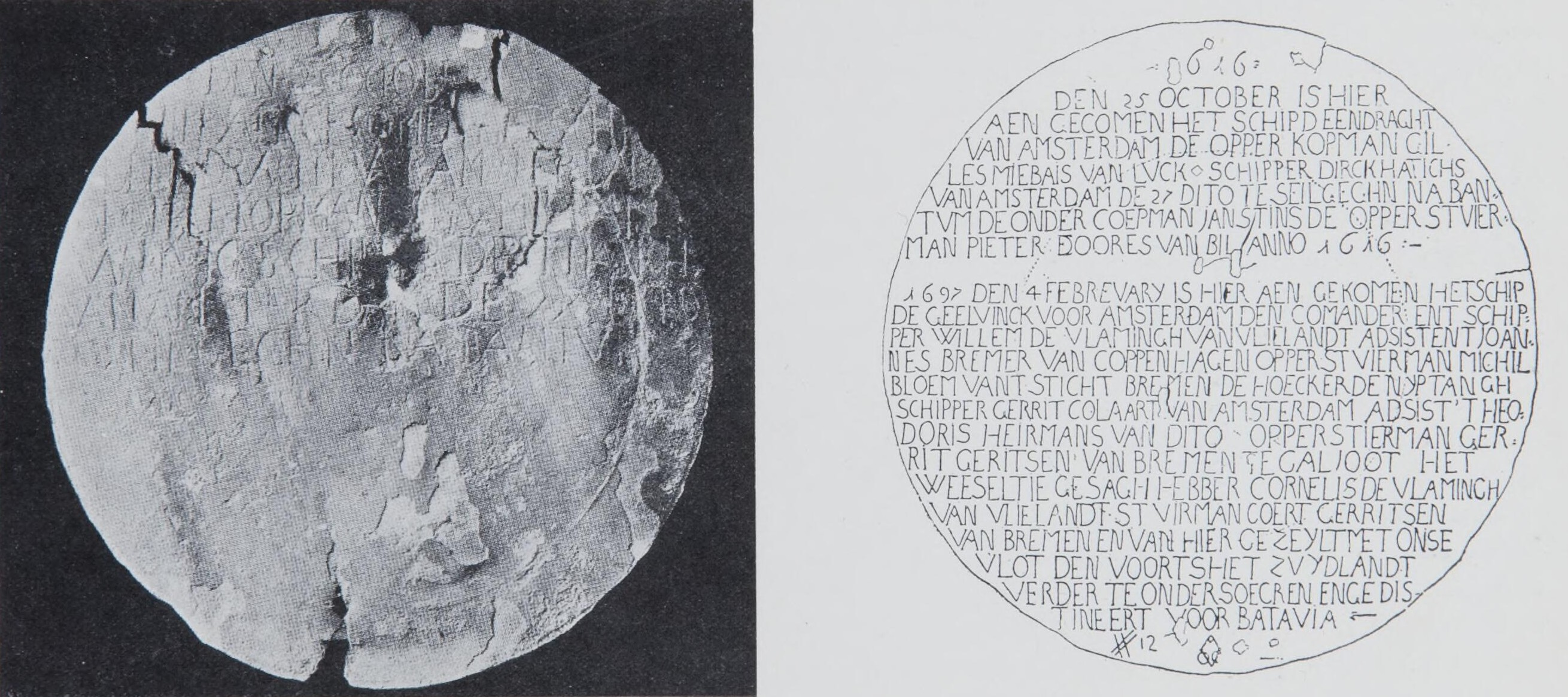
Диск Хартога

1. 1616 — Дірк Гартог[en]  У 1616 році нідерландський мореплавець Дірк Гартог висадився на західному узбережжі Австралії, залишивши диск Хартога[en]. Це стало першим задокументованим випадком європейської присутності у регіоні.[5]
2. У 1697 році мис був названо «Стейл Хок» (переклад: Крута точка)[3].
3. Подальші експедиції  У XVII–XVIII століттях регіон відвідували нідерландські, французькі та британські мореплавці, які досліджували узбережжя та оцінювали його потенціал для колонізації[6].

#### Колоніальний період
Під час британської колонізації Австралії регіон залишався ізольованим, але використовувався для збору природних ресурсів, таких як сіль та морепродукти.

#### XX століття
1. Рибальство та туризм  У ХХ столітті мис став популярним серед рибалок та туристів завдяки можливостям для морської риболовлі та незайманій природі.
2. Охорона природи  У 1991 році Шарк-Бей, включно зі Стіп-Пойнт, було внесено до списку Всесвітньої спадщини ЮНЕСКО. Це забезпечило охорону унікальних екосистем регіону.[5]

## Туризм
Мис Стіп-Пойнт є популярним туристичним напрямком завдяки своїй дикій природі та можливостям для активного відпочинку:
- Риболовля: Мис відомий як одне з найкращих місць для морської риболовлі в Австралії.
- Кемпінг: Відвідувачі часто розташовують табори поблизу мису, щоб насолодитися ізоляцією та природною красою.
- Дайвінг: Води навколо мису пропонують унікальні умови для дайвінгу.

Доступ до мису можливий лише автомобілями з повним приводом (4WD), оскільки шлях включає піщані дороги та складні ландшафти.